# Presidente Dutra (Bahia)
Presidente Dutra é um município brasileiro no interior e norte do estado da Bahia. Localiza-se à latitude 11º17'46" sul e à longitude 41º59'12" oeste, com 650 metros de altitude. Sua população estimada em 2021 era de 15 180 habitantes, segundo o IBGE.

## Toponímia
Em 1962, o então distrito de Lagoa de Canabrava foi emancipado com o nome de Presidente Dutra, em homenagem ao ex-presidente Eurico Gaspar Dutra.

## História
Em fins do século XIX um grupo de flagelados da seca, saindo de Macaúbas, fixou-se no lugar que se tornaria o povoado Cana Brava. Baseado na agricultura, o povoado se desenvolveu e, em 1953, pela lei estadual 628, tornou-se o distrito Lagoa de Canabrava, ligado ao município de Xique-Xique. Por força de nova lei estadual (nº 1.017), o distrito foi desligado de Xique-Xique e ligado ao município de Central. Em 1962, a lei estadual 1.669 elevou o distrito à categoria de município, já com o nome atual e constituído de dois distritos: Presidente Dutra e Campo Formoso.